# Verum carinatum
Verum carinatum är en kräftdjursart som först beskrevs av Hoek 1883.  Verum carinatum ingår i släktet Verum och familjen Scalpellidae. Inga underarter finns listade i Catalogue of Life.